# Eraide
Eraide es una serie de novelas de fantasía creada por el escritor e ilustrador español Javier Bolado. Dentro de ella se recoge la saga de la Princesa Oscura que consta de tres partes. Las dos primeras partes fueron editadas por TimunMas (Grupo Planeta) y posteriormente recopiladas en un solo libro por parte de Ediciones Babylon. En éstos se narran la historia de Adriem Karid, un guardia de ciudad en cuyo camino se cruza Eliel, una extranjera que huye de unos misteriosos asaltantes. Este sencillo hecho cambiará su vida y poco a poco irá desvelando una conspiración para acabar con la amenaza de que vuelva a existir la Princesa Oscura, un misterioso ser que traerá, según cuentan las leyendas, el fin del mundo tal y como lo conocen.

## Libros

### La saga de la Princesa Oscura
Se compone de 3 partes, La canción de la Princesa Oscura, El anhelo del destino y La guerra sin nombre.
| Parte | Libro | Título                           | Edición TimunMas          | Edición Babylon           |
| ----- | ----- | -------------------------------- | ------------------------- | ------------------------- |
| 1     | 1     | La canción de la Princesa Oscura | 2007 - ISBN 84-480-3612-6 | 2015 - ISBN 84-163-1821-2 |
| 2     | 1     | El anhelo del destino            | 2008 - ISBN 84-480-3676-X | 2015 - ISBN 84-163-1821-2 |
| 3     | 2     | La guerra sin nombre             | -                         | 2016 - ISBN 84-16318-88-9 |

## Personajes

### Adriem Karid
Adriem es un joven humano miembro de la guardia del colmillo de la capital de Imperio, Tíria. Originario de Puerto Victoria, de la región norteña de Krimeís, emigra a la capital para buscar fortuna como soldado y algún día conseguir el título de caballero.
Allí vive en una habitación alquilada en la posada del Puente de Alsomon, regentada por Dythjui.
Su vida pasa tranquila, olvidando poco a poco su sueño de ser un caballero como los cuentos que le leía su padre, pero una fría noche de otoño del 499 E.C. se encuentra con una doalfar de Kresaar herida en mitad de la calle y decide ayudarla.
La joven está siendo perseguida sin saber el motivo, y su decisión cambiará su vida y la de Eliel. La canción de la princesa volverá a sus recuerdos, que llevarán a despertar de nuevo su poder como sephirae.
- Esmail Catsins; es una mawler amiga de la infancia de Adriem con el que acabó teniendo una relación sentimental hasta que éste decidió marcharse a Tiria.

### Ariadne Eliel Van Desta
Eliel es una doalfar originaria de Alto Solánica, región sur occidental de Kresaaar. Prometida con un alto noble es enviada por su familia a recibir las enseñanzas de los shaman, en la filosofía, las artes y los secretos de la invocación, hasta que tenga la edad para el matrimonio convenido.
Durante su segundo curso recibe la misión por parte de la directora del centro en el que estudia, el templo de Coril, de ir a recoger unos importantes libros de un conocido suyo en la Santa Orden, a la ciudad de Tiria, tras el fallo del Oráculo de Nara.
En el viaje en tren es atacada y perseguida por una misteriosa criatura que tiene la capacidad de cambiar de aspecto a voluntad y en su desesperada huida encuentra la ayuda de un guardia de la ciudad, Adriem.
Ese no será más que el comienzo de su viaje por las tierras de Eidem, en los que tendrá que descubrir no sólo que se esconde tras sus atacantes, sino la verdad que hay dentro de ella misma.

### Dythjui Lezard
Dueña de la posada de El Puente de Alsomon en el sector cinco de Tiria. Es la casera de Adriem y probablemente su única amiga en aquella enorme ciudad. Mucha gente se extraña de que una humana tan joven regente un negocio, pero si es cierto que la posada ha ganado mucha fama en los últimos años desde que la compró y que son muchos sus visitantes. Sobre todo los que van a probar los platos de la cocinera, Agnes.

### Meikoss Sherald
Hijo del consejero del canciller de Detchler, lleva años preparándose para su ascenso a caballero y así tomar el control de uno de los trece clanes del país. Arrogante y mujeriego, es un auténtico as en la esgrima de duelo.
- Sai; es una mizuaki originaria del continente de Belamb que vaga siguiendo las extrañas profecías que ve debido a sus poderes como sephirae

### Gebrah
Miembro de la aristocracia de Kresaar ha dedicado su larga vida a encontrar a la Princesa Oscura y está dispuesto a todo con tal de apresarla, se desconoce con qué fin. Su residencia es El Batión de los Justos.
- Zir-Idaraan Al Semacir; doalfar al servicio de Gebrah. Esconde un odio personal hacia la Princesa Oscura.

- Idmíliris; extraña chica de carácter psicópata aficionada a vestir como un bufón. Tiene la habilidad de cambiar de aspecto y controlar seres de sombra.

- Sophía Thalemar; alumna personal de Gebrah en el estudio de las runas.

- Sayako Nishida; kitsune de las islas orientales de Kurisai. Guarda una deuda de honor con Gebrah.

- Miguel Heinwell; miembro del Senado Imperial y del Servicio Secreto. Sirve a Gebrah por intereses comunes.

### Fearghus Nox Allean
Fearghus es un delven que sirvió en el ejército imperial hasta las campañas de Kinara en la que fue gravemente herido y dado por muerto. Por fortuna pudo ser salvado gracias a Uriel y a su encuentro con María Han, una extraña doctora que con el uso de las runas fue capaz de estabilizar sus heridas.
Desde entonces, y pese a ser una de las mejores espadas del Imperio probablemente, su corazón quedó gravemente dañado y apenas puede hacer sobre esfuerzos. Aun ello, sigue siendo un rival temible en el campo de batalla.
Años más tarde, es encontrado por Uriel, y éste le pide de Anna Han, la hija de quien le salvó la vida. A partir de ese momento se convierte en el guardaespaldas de la pequeña mawler y su búsqueda de las lágrimas de la princesa, unos misteriosos cristales de esencia que buscaba su madre cuando desapareció.

### Anna Han
Pese a su temprana edad, Anna Han es probablemente una de los mejores ingenieros que hay actualmente en Fraiss. Siempre ha poseído el don de entender el funcionamiento de las máquinas, ya sean por medio mecánicos o mágicos. Pero abandona su posible brillante futuro para averiguar por qué su madre la abandonó cuando era pequeña.
Ayuda a Uriel a cambio de información sobre las lágrimas de la princesa en un intento de seguir los pasaos de su madre y así descubrir la verdad.
- María Han; Doctora y miembro de honor de la antigua universidad de Eria hasta la Revolución Popular que derrocó a la monarquía. Tras las revueltas se sabe que huyó del país por sus relaciones con la antigua corona. Poco más se sabe de ella, salvo las anotaciones que dejó en su cuaderno de trabajo y que Danae Al Serim, su antigua ayudante, facilitó a Uriel. Gracias a ello se sabe que horrorizada por la guerra buscaba la perfección de la medicina y que para ello estudió en profundidad a los sephirae gracias a la ayuda de una de ellos.

- Danae Al Serim; Antigua ayudante de María Han. Tras la desaparición de ésta cuando viajaban hacia el norte, la reclutó Uriel en el SSI (Servicio Secreto Imperial).

### Uriel Von Hâmil
Hijo de uno de los caballeros de La Orden del Concilio del Suroeste de Fraiss hasta que fue disuelta tras la Revolución Popular. Sus habilidades como conspirador y su inteligencia como estratega acaban por atraer la atención del Servicio Secreto Imperial, al que perteneció varios años.
Pese a que no se puede salir del SSI, Uriel deserta robando información. Desde entonces ha reclutado a antiguos agentes y ciertas personas en un grupo llamado Los Vástagos del Cielo. Nadie sabe que se esconde tras los movimientos de Uriel, ni siquiera las personas más cercanas.
Tal vez lo más parecido a un amigo que tiene es Fearghus
- Shara Vishnu; Poco se sabe de ella, pues sufre amnesia. Uriel la encontró en un sanatorio que estaba siendo atacado. Desde entonces el ex-espía le prometió la verdad sobre su pasado si a cambio podía ayudarle. Es una sephirae de una capacidad notable.

- Laila; Arquera doalfar que pertenece a Los Vástagos del Cielo. Llama la atención el brazo izquierdo armado que siempre lleva puesto.

### Kai
Su mentor y maestro fue Gebrah pero debido a la Princesa Oscura son enemigos hoy en día, más el pacto de la concordia no les permite agredirse, por lo que han transformado su enfrentamiento en una especie de partida de ajedrez donde cada uno mueve a sus subordinados.

### Cruz
Misteriosa mujer que siempre lleva una máscara a la que sirven un grupo de personas a las que se les llama La Encrucijada
- Alister; miembro de La Encrucijada. Se desconoce su aspecto pues siempre porta una armadura completa que lo cubre. Destaca el enorme montante que porta.

### Rognard
Prior de la Santa Orden en la Catedral de las Luces de Tiria. Sus investigaciones sobre el destino, el Oráculo de Nara y las Sacras Squelas le llevan a indagar sobre la Princesa Oscura y los extraños acontecimientos que se están sucediendo en el mundo. Sugiriendo que el desastre de la batalla de Neferdgita puede volver a ocurrir.
- Melisse; Antigua alumna y, hoy en día, compañera de Rognard. Ostenta el mismo cargo que su maestro y junto a él irá descubriendo poco a poco la terrible verdad sobre sus investigaciones.